# 지그문트 얀
지크문트 베르너 파울 얀(Sigmund Werner Paul Jähn, 1937년 2월 13일 ~ 2019년 9월 21일)은 동독 동독 국가인민군의 조종사이자 우주비행사, 소장 (서방 군대의 준장에 해당)이었다. 그는 1978년 소련의 인터코스모스 프로그램의 일환으로 우주 비행을 한 최초의 독일인이었다.
그는 2019년에 사망했을 당시 독일 민주 공화국 영웅 칭호를 받은 동독인 중 마지막 생존자였다.

## 초기 생애
얀은 1937년 2월 13일 나치 독일 작센주의 포크틀란트 지역에 있는 모르겐뢰테-라우텐크란츠 마을에서 태어났다. 그의 아버지 파울 얀은 제재소 노동자였고, 어머니 도라 얀은 주부였다. 지크문트는 1943년부터 1951년까지 초등학교에 다녔고, 1951년부터 1954년까지는 인쇄공 견습 과정을 거쳤다. 견습 과정 직후, 그는 함머브뤼케 중앙학교에서 개척 지도자로 일했다. 얀(그의 아버지의 이야기와 기념품을 통해)과 그의 아버지는 1920년대 프리츠 폰 오펠 주변의 초기 로켓 개척자들과 육상 및 공중에서 최초의 유인 로켓에 감명받았고, 이는 항공, 로켓 및 우주 비행에 대한 그의 열정을 불태웠다.

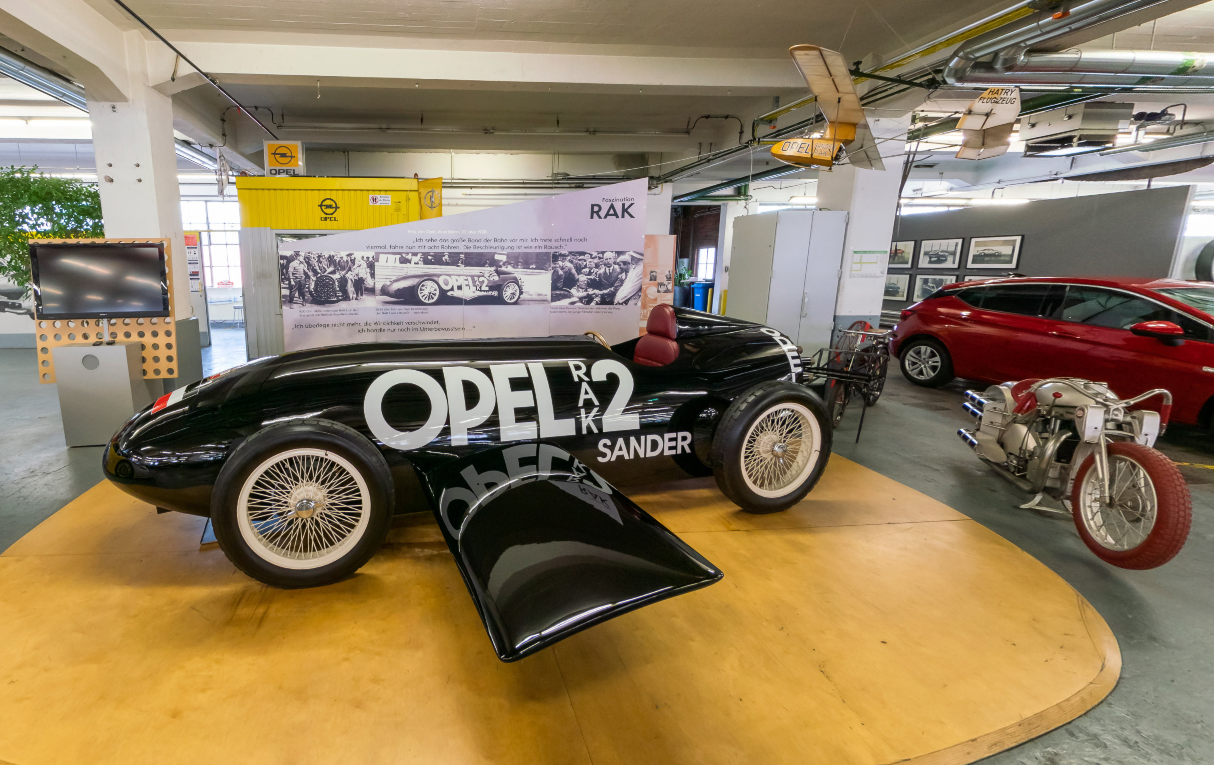
1920년대에 처음 시연된 오펠 RAK 로켓 자동차, 자전거, 항공기의 복제품

1955년 4월 26일, 얀은 프레센 마을에서 동독군의 전신 부대에 입대하여 결국 동독 공군에 들어가게 되었다. 그는 1956년에 기초 훈련을 마치고 카멘츠의 사관학교에 등록했으며, 나중에 자체적인 군 조종사를 위한 사관학교가 될 바우첸 마을의 비행 학교로 보내졌다. 얀은 2년 후 그의 비행 중대인 야크트플리거게슈바더 8, 즉 전투 비행 중대 8로 돌아와 1960년까지 그곳에 머물렀고, 그와 그의 팀은 마지막으로 마르크스발데로 재배치되었다. 비행 경력 동안 그는 조종하던 미코얀-구레비치 MiG-17에서 탈출하여 추락을 면했다. 그는 1961년부터 1963년까지 중대에서 정치 담당 부사령관으로 일했고, 1965년까지는 공중 전술/공중 전투 부서를 이끌었다. 동시에 얀은 아비투어에 합격하여 러시아 모스크바 외곽의 모니노에 있는 가가린 공군 아카데미로 보내졌다. 1970년부터 1976년까지 그는 Kommando LSK/LV의 공군 훈련 담당 부총감 아래에서 전투기 조종사 훈련 및 비행 안전 검사관으로 근무했다.
얀은 중령 계급에 도달했고 1976년 11월, 소련의 인터코스모스 우주비행사 훈련 프로그램에 세 명의 다른 후보(에버하르트 쾰너, 롤프 베르거, 에버하르트 골브스)와 함께 선정되었다. 얀과 쾰너는 세 후보 중 첫 인터코스모스 그룹에 포함될 대상으로 선정되었다. 얀은 이전에 비행 경험과 러시아어 전문 지식 외에도 SED 프로그램에 조기에 참여했으며 육체 노동자 출신이라는 점 때문에 선정되었다.

## 우주 경력

### 훈련

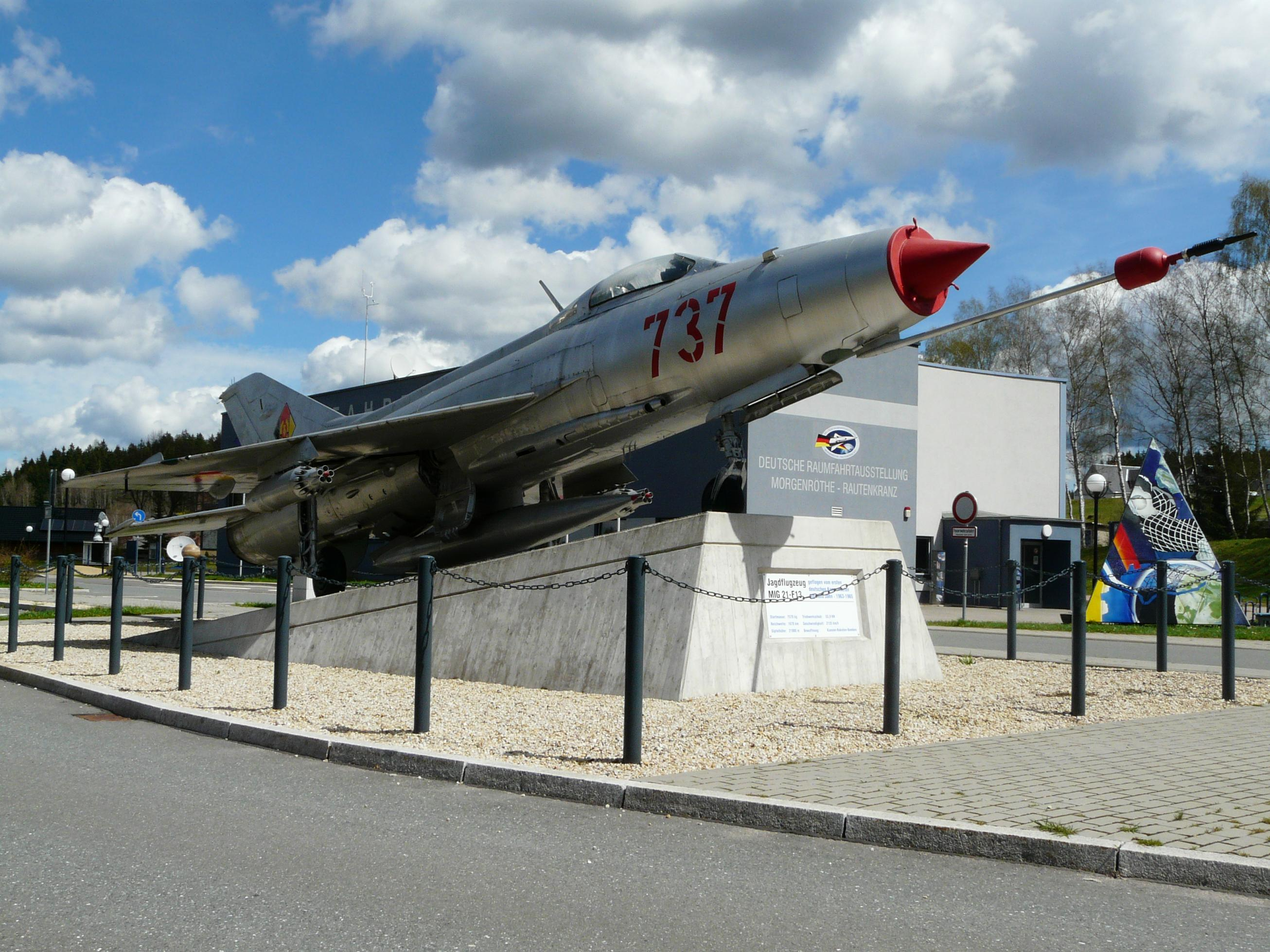
모르겐뢰테-라우텐크란츠의 독일 우주 여행 전시회 앞에 있는 얀이 조종했던 MiG-21 전투기 (2015년)

얀과 쾰너는 1976년에 함께 훈련을 시작했으며, 쾰너는 그의 보조 조종사 역할을 했다. 두 후보는 다음 2년 동안 임무별 훈련을 수행했고, 다가올 비행에 대비하여 NVA의 항공 우주 의학 연구소에서 의사들이 그들의 신체 건강을 면밀히 모니터링했다.

### 소유스 31호 임무
1978년 8월 26일, 얀과 그의 공동 조종사 발레리 비코프스키는 소유스 31호를 타고 소련 우주 정거장 살류트 6호로 비행했다. 두 사람은 소유스 29호 임무 중에 도착한 상주 우주비행사 블라디미르 코발료노크와 알렉산드르 이반첸코프의 환영을 받았다. 얀의 비행은 7일 20시간 49분 4초 동안 지속되었으며, 지구를 124번 공전했다. 임무 동안 그는 수많은 과학 실험을 수행했다. 여기에는 지구 표면의 원격탐사를 위한 MKF-6 다중 스펙트럼 카메라를 이용한 기술 실험, 결정화 (예: 단결정의 형성, 재결정, 재배)에 대한 재료 과학 실험 등이 포함되었다. 그는 또한 무중력이 언어에 미치는 영향에 대한 의학 실험, 산업심리학 연구, 일반 승무원의 청력 민감도 테스트, 무중력 상태에서의 세포 성장 생물학 실험, 미생물과 유기 고분자 및 무기 물질 간의 연관성 연구도 수행했다.
최첨단 과학 장비 외에도 두 우주비행사는 고향의 기념품을 가져갔다. 얀은 당시 동독의 유명한 TV 캐릭터인 다스 산트맨헨 인형을 가져갔고, 비코프스키는 소련 시대 아동 도서 시리즈의 캐릭터인 미샤 인형을 가져갔다. 그들은 심지어 두 캐릭터의 결혼식을 방송했는데, 이는 동독 및 소련 언론 매체들 사이에서 논란이 되었다.
소유스 31호는 두 소유스 우주선 사이에 맞춤 제작된 좌석이 옮겨질 때까지 살류트 6호 정거장에 도킹되어 있었고, 그 후 코발료노크와 이반첸코프의 귀환선으로 사용되었다. 얀과 비코프스키는 나중에 소유스 29호 우주선으로 귀환했다.

얀은 예상치 못한 거친 착륙 후 척수에 영구적인 부상을 입었다. 지상에서 불과 몇 야드 떨어진 곳에서 돌풍이 캡슐을 다시 공중으로 밀어 올려, 가속된 운동량으로 지면에 충돌하게 만들었다. 얀은 제때 캡슐의 낙하산 해제 스위치에 닿을 수 없었고, 그 결과 착륙 지점인 스텝을 가로질러 끌려갔으며, 멈추기 전에 여러 번 구르기도 했다. 

동독 국가인민군 공군 소속 얀의 국가 우주 패치

### 언론 반응
우주 비행에 대한 보고서는 총 참모부 브리핑처럼 준비되었다. 1978년 8월 26일 아침, 동독 라디오 방송국과 신문사 편집장들은 모두 봉인되고 번호가 매겨진 세 통의 편지를 받았다. 각 편지에는 비행의 결과(성공, 치명적인 사고, 적대국 영토 내 비상 착륙)에 따라 다른 발표문이 들어 있었다. 해당 편지는 특정 지침이 담긴 전화 통화 후에만 개봉 및 발행할 수 있었다. 임무가 성공한 후, 부정적인 결과가 담긴 편지들은 기관들로부터 회수되었다.
얀의 우주 비행은 동독 언론 매체들에 의해 대대적으로 축하받고 보도되었다. 왜냐하면 독일의 작은 주 중 한 곳이 독일 최초의 우주 비행사의 고향이었기 때문이다. 1978년 8월 27일 일요일, 노이에스 도이칠란트는 "우주에 간 최초의 독일인 - 동독 시민"이라는 헤드라인으로 특별판 신문을 발행했다. 독일 시민을 언급하면서 "독일인"이라는 단어를 특별히 사용하는 것은 동독 언론에서는 흔히 사용되지 않았다. 악투엘레 카메라 또한 임무에 대한 수많은 특별 프로그램을 방송했다.

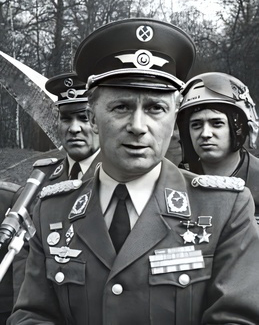
독일 민주 공화국 영웅 및 소비에트 연방영웅 메달을 착용한 지크문트 얀, 1981년 4월

얀은 1981년 4월 독일 민주 공화국 영웅 및 소비에트 연방영웅 메달을 수여받았고, 동베를린 아르헨홀트 천문대 앞 우주비행사 회랑(Hain der Kosmonauten)에 우주비행사의 흉상이 세워졌다. 이 흉상은 1990년에 철거되었으나, 2008년 2월 22일 작센 주 통계청에 새로운 버전으로 다시 세워졌다. 그의 생전에는 일부 학교, 레크리에이션 센터, 거리 이름, 그리고 화물선 넵튠 421이 얀의 이름을 따서 명명되었다. 스푸트니크 1호가 지구에서 처음 관측된 독일 로데비쉬의 천문대도 1979년에 얀의 이름을 따서 재명명되었다.
그의 고향 모르겐뢰테-라우텐크란츠의 옛 기차역에는 우주 비행 및 항공학을 위한 전시회가 세워졌다. 이 전시회는 1991년에서 1992년 사이에 여러 차례 증축되었고, 정식 명칭은 독일 우주 전시회로 변경되었다. 2007년부터 확장된 부분은 원래 위치에서 멀지 않은 신축 건물에 자리 잡았다. 또한, 최초의 독일인 우주비행사를 기념하기 위해 같은 마을에 4.5m(~14.8ft.) 높이의 기념비가 세워졌다.
2003년 독일 영화 굿바이 레닌에서 얀은 영화의 주인공인 알렉스 커너의 어린 시절 영웅으로 등장한다. 어머니가 혼수상태에 있을 때 베를린 장벽이 무너졌고 동독이 더 이상 독립 국가로 존재하지 않는다는 사실을 알게 되는 것을 막기 위한 노력의 일환으로, 커너는 우주비행사와 닮은 택시 운전사(스위스 배우 슈테판 발츠가 연기)를 찾아 공산당 서기 에리히 호네커의 후임자로 가짜 뉴스 방송에 출연시킨다. "얀 동지"는 서독 난민을 환영하기 위해 동독 국경을 개방하겠다는 연설을 한다.

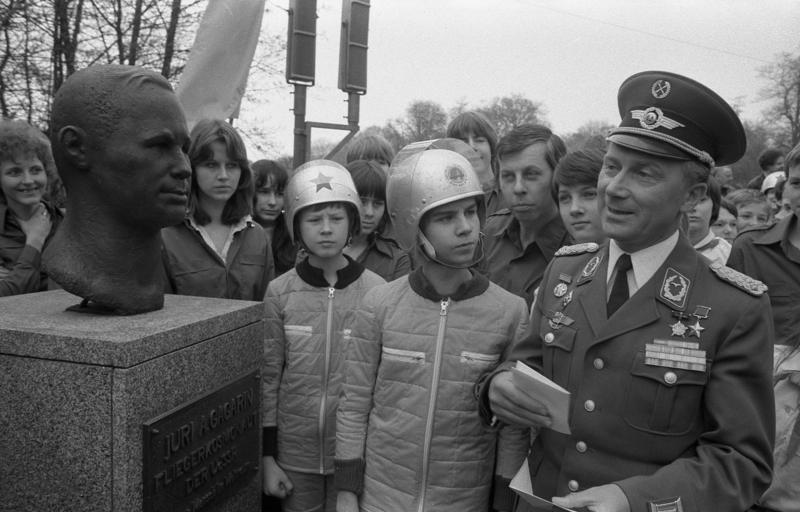
1981년 아르헨홀트 천문대의 우주비행사 회랑에 있는 유리 가가린의 흉상 앞에서 지크문트 얀

독일 공영 방송 중부독일방송은 그의 80세 생일을 기념하여 테마 이벤트를 기획했다. 이는 2017년 2월 12일과 13일 밤에 "지크문트 얀과 별들의 영웅들"이라는 특별 TV 프로그램의 일부로 방영되었다.
우주 비행 30년 후 슈피겔과의 인터뷰에서 얀은 이렇게 언급했다. "하지만 축하 보고서는 제 귀에 음악이 아니었습니다. 저는 민족 영웅이 되고 싶지 않았습니다. (...) 저는 스포트라이트가 우주 여행보다 더 힘들다고 생각했습니다."
디 차이트는 2018년에 다음과 같이 언급했다. "오늘날까지도 많은 서독인들은 우주에 간 최초의 독일인을 알지 못한다. (...) 반대로 모든 전 동독 시민들은 지크문트 얀이 누구인지 알고 있다."

## 이후 경력
얀은 소유스 31호 우주 비행의 성공 이후 1978년에 대령으로 진급했으며, 이후 Kommando LSK/LV 내 우주 훈련 센터 부국장으로 승진했다. 그는 1990년까지 훈련 센터 부국장으로 재직했다.
1983년, 얀은 포츠담의 지구 물리학 중앙 연구소에서 지구 원격탐사 분야의 이학박사 학위를 취득했다. 그는 당시 원격탐사 부서장이었던 칼-하인츠 마레크의 지도를 받았다. 얀의 학위논문은 다른 주제들과 함께 다양한 종류의 비행 임무의 과학적 준비 및 평가를 기반으로 했다.
얀은 1985년에 우주 탐험가 협회의 창립 멤버가 되었다.
1986년 3월 1일, 얀은 소장으로 진급했다. 1990년 10월 2일 동독 해체 이후, 그는 소장 로타르 엥겔하르트와 제독 테오도어 호프만과 같은 NVA의 마지막 지휘 참모들과 함께 직무에서 해제되었다.
얀은 1993년까지 독일 항공우주 센터의 프리랜서 컨설턴트로 일했다. 그는 이후 유럽 우주국 또는 ESA의 러시아 우주국과의 즈뵤즈드니고로도크에서 진행 중인 프로젝트를 위해 일했다. 그는 서독 동료 울프 메르볼트의 지원으로 이 직책을 얻었으며 다음 15년 동안 그곳에 머물렀다. 두 사람은 1984년 잘츠부르크에서 열린 회의에서 만났다.
그는 2002년에 은퇴했다. 2011년 유리 가가린의 첫 유인 우주 비행 50주년을 맞아 그는 슈피겔에 다스 산트맨헨 장난감을 비행에 가져간 것이 개인적인 선택이 아니라, 쇼를 위한 자료를 촬영하기 위해 인형을 가져갔다고 설명했다.

## 사생활
얀은 아내 에리카 한셀, 두 딸 마리나와 그릿과 함께 슈트라우스베르크에 살았다. 그는 아내와 함께 2019년 9월 21일 사망할 때까지 그곳에 살았으며, 슈트라우스베르크의 성 마리아 개신교 묘지에 묻혔다.
얀이 우주 비행에서 돌아왔을 때, 그는 가족들에게 그의 손자 사진을 보여주며 환영받았다. 이는 그의 할아버지 역할이 우주국이 홍보하고자 하는 바람직한 이미지와 일치하지 않는다는 이유로 동독 뉴스 방송국들에 의해 결국 은폐되었다.

## 표창

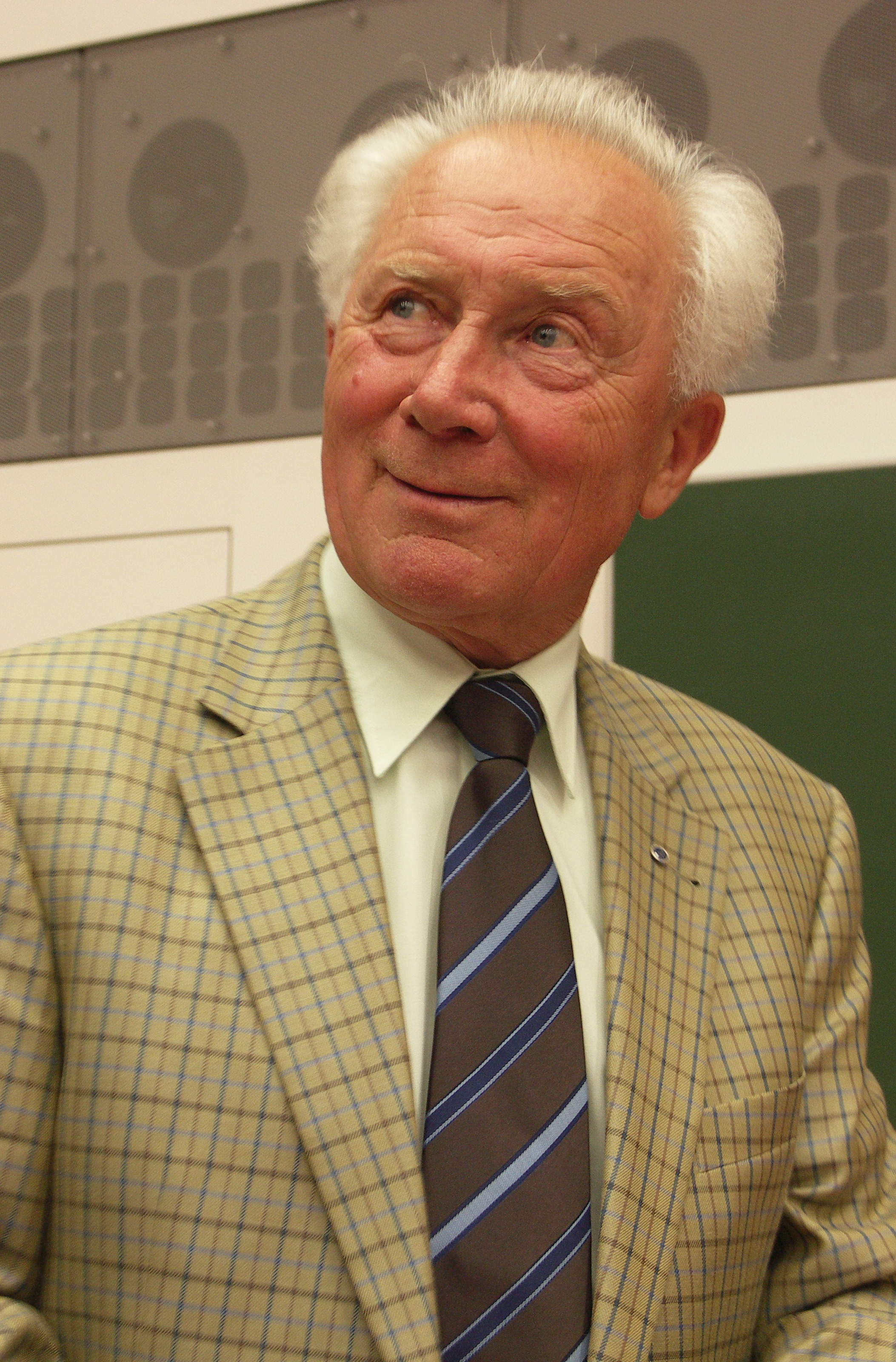
2009년의 얀

- 1977년: 독일 민주 공화국 공로 군사 조종사
- 1978년: 소비에트 연방영웅
- 1978년: 동독 영웅
- 1978년: 카를 마르크스 훈장 (수상 규정에 따라 동독 영웅)
- 1978년: 동독 과학 아카데미의 라이프니츠 메달
- 지크문트 얀은 독일 민주 공화국 비행 우주비행사의 명예 칭호를 받은 유일한 사람이었다.
- 할레의 파이스니츠 섬에 1978년 개장한 우주 비행 플라네타륨은 그의 이름을 따서 명명되었다. 건물은 홍수 피해로 철거된 후 2021년에 건설된 부지에는 할레 플라네타륨(Planetarium Halle (Saale))이라는 이름이 선택되었다.[26]
- 1978년: 동베를린의 명예 시민. 우주비행사 얀과 비코프스키의 사진은 베를린 하원 명예 갤러리에 걸려 있다.
- 도이치 제거라이 로스토크(Deutsche Seereederei Rostock)는 두 번째 화물선에 동독 우주비행사 지크문트 얀(Fliegerkosmonaut der DDR Sigmund Jähn)이라는 이름을 붙였고, 이 배는 1979년 3월 30일에 취역했다. 이 배는 "화물선 '캄 두시'(네프튠형, 4차 개조)", NEPTUN-421 (DSR) 시리즈의 일부였다.
  - 이 배는 역사상 가장 긴 DSR 선박 이름일 뿐만 아니라, 당시 세계에서 가장 긴 이름으로 기네스북에도 등재되었다고 한다. 지크문트 얀은 이를 부끄러워했다.
- 1979년 9월 25일: 퓌르스텐발데/슈프리의 초등학교가 지크문트 얀의 이름을 따서 명명되었다.
- 1979년, 카를-마르크스-슈타트(현재의 켐니츠) 퀴히발트 레크리에이션 지역의 우주비행사 센터는 "지크문트 얀"이라는 명예 이름을 부여받았고, 이는 오늘날까지 유지되고 있다.
- 1979년: 로데비쉬의 천문대와 플라네타륨이 얀의 이름을 따서 명명되었다.
- 1982년, 얀스도르프의 GST 비행 학교는 GST 비행 우주비행사 지크문트 얀 비행 학교라는 명예 이름을 부여받고 기념비가 세워졌다.
- 1982년 10월 5일: 베를린 근처 고향 슈트라우스베르크의 명예 시민.
- 1998년: 독일-러시아 포럼의 프리드리히 요제프 하스 박사상.
- 1999년: 골든 헨 미디어 상. 팝 그룹 디 프린첸은 그해 앨범 "So viel Spaß für wenig Geld"에서 "Wer ist Sigmund Jähn?" (지크문트 얀은 누구인가?)라는 곡을 발표했다.[27]
- 2001년, 에르츠산맥의 드레바흐 공립 천문대에서 1998년 1월 27일에 발견된 소행성 1998 BF14는 얀의 이름을 따서 명명되었으며 (17737) 지크문트얀으로 지정되었다.
- 2002년: 모르겐뢰테-라우텐크란츠의 명예 시민.
- 2007년 1월 20일: 노이하르덴베르크의 명예 시민. 얀의 옛집(마르크스발데)에 기념 명판이 공개되었다.
- 2011년: 베를린 라이프니츠 과학 학회 명예 회원.
- 2012년 5월 3일: (두 번째로) 고향 슈트라우스베르크의 명예 시민.
- 독일 우주비행사 알렉산더 게르스트는 2014년 ISS로 첫 비행을 하면서 비코프스키와 얀의 사진이 담긴 배지를 가져갔고, 얀에게 그 사진을 보냈다.[1]
- 2017년 9월 29일, 작센주의 돔미츠슈에 있는 초등학교가 우주비행사의 이름을 따서 명명되었다.[28]
- 2020년 1월 1일부터 모르겐뢰테-라우텐크란츠의 옛 "반호프슈트라세" 거리는 "닥터-지크문트-얀-슈트라세"로 불리게 되었다.[29]

## 인용문
"독일 민주 공화국 시청자 여러분, 제가 최초의 독일인으로서 이 유인 우주 비행에 참여하게 되어 매우 기쁩니다."— 지크문트 얀, 1978년 우주 체류 중 무선 통신을 통해

"헤드폰 속 비행 관제사의 목소리는 거의 엄숙하게 들렸다. '포돔 - 상승!' 처음에는 멀리서 천둥이 치는 것 같았다. 둔탁한 굉음이 빠르게 점점 더 가까워졌다. 로켓은 마치 자신이 앉아 있는 화산 분화구에서 가능한 한 빨리 벗어나기 위해 떨리는 것처럼 진동하기 시작했다. 나는 지구 위 50미터에 있는 우리 캡슐에서 그것을 보지 못했지만, 목격자들은 나중에 이 독특한 광경에 대해 말했다. 불을 뿜는 용처럼 보였고, 불꽃과 연기의 바다를 내뿜었다. 다섯 개의 엔진에서 나오는 광선은 빨강, 노랑, 파랑, 보라색으로 맹렬히 타올랐다. 매혹적인 광경이었다. 내 심박수는 높아졌다. 하지만 이 심장 박동은 두려움이 아니라 오히려 자극적이었다. 그리고 내가 본 것은 완전한 행복이었다. 밝은 파란색으로 덮인 우리의 지구. 정말 환상적이었다."— 지크문트 얀, 1998년 수퍼일루와의 인터뷰에서

"조종사로서 이런 우주 캡슐을 조종할 기회를 도저히 거절할 수 없었다..."— 지크문트 얀

"인간은 과학적, 기술적으로 너무나 발전해서 우주선을 타고 지구를 날아다닌다. 그런데 지구에서는 석기 시대처럼 서로 머리를 부딪치고 있다. 이 작은 지구를 90분 만에 돌면 정말 생생하게 느껴진다."— 지크문트 얀, 중부독일방송의 다큐멘터리 '지크문트 얀 - 우주에 간 최초의 독일인'

## 출판물
- Erlebnis Weltraum. 동독 군 출판사, 베를린 1983, ISBN 3-327-00710-1, 3판 무변동, 베를린 1985.
- Andreas Fickers([[:de:{{{3}}}|독일어판]]), Frieß, Peter, 편집. (1993). 《울프 메르볼트와 지크문트 얀이 냉전 기간과 통일 후 독일 양 부분의 우주 여행 발전에 대해 이야기한다》 [울프 메르볼트와 지크문트 얀이 냉전 기간과 통일 후 독일 양 부분의 우주 여행 발전에 대해 이야기한다]. TechnikDialog (독일어). 본: 독일 박물관. OCLC 907718673.

## 문헌
- Jähn, Sigmund (1985). 《우주 체험》 (독일어). 동베를린: 동독 군사 출판사.
- Horst Hoffmann (publicist)(독일어판). 《지크문트 얀. 날아다니는 포크틀란트인》 (독일어). 베를린: 다스 노이에 베를린. 1999. ISBN 3-360-00848-0. (전기).
- Horst Hoffmann (publicist)(독일어판). 호프만, 호르스트 (1998). 《우주 속 독일인. 동독의 우주 연구 및 우주 비행 역사에 대해 서문: 지크문트 얀》 (독일어) 동독판. 에디션 오스트. ISBN 3-932180-49-6..
- Horst Hoffmann (publicist)(독일어판). 《지크문트 얀. 우주 회고: 최초의 독일인 우주비행사 전기》 (독일어). 베를린: 다스 노이에 베를린. 2008. ISBN 978-3-360-01947-9.